# Костелив орех
„Костелив орех“ е българска телевизионна новела (историческа драма) от 1973 година на режисьора Нина Янкова, по сценарий на Янко Янков. Оператор е Йордан Йорданов. Музикален оформител е Методи Иванов. Художник на филма е Петър Николов.
По произведение на Славчо Дудов.

## Актьорски състав
| Изпълнител       | Роля                |
| ---------------- | ------------------- |
| Димитър Буйнозов | скулпторът          |
| Стойчо Мазгалов  | дядото на скулптора |
| Виолета Донева   | съпругата           |
| Олга Лозанова    |                     |
| Кристиян Тотев   |                     |